# Anne Smith
Anne Smith (ur. 1 lipca 1959 w Dallas) – amerykańska tenisistka, zwyciężczyni turniejów wielkoszlemowych w grze podwójnej i mieszanej.

## Kariera tenisowa
W 1976 r. jako pierwsza w historii Amerykanka wygrała juniorski French Open. Miała wtedy siedemnaście lat.
W 1980 roku została wspólnie z Kathy Jordan wybrana za najlepszą parę deblową roku. Wówczas wygrała dwa pierwsze tytuły wielkoszlemowe: podczas French Open i Wimbledonu. Na koniec roku osiągnęła pozycję liderki światowego rankingu deblistek. W kolejnym sezonie skompletowała Karierowego Wielkiego Szlema wygrywając Australian i US Open i drugi raz zakończyła rozgrywki na pierwszym miejscu. W 1982 roku Amerykańska para w marcu doszła do finału Mistrzostw WTA, w którym uległa Martinie Navrátilovej i Pam Shriver. W tym samym sezonie wspólnie z Navrátilovą wygrała French Open.
Reprezentowała Stany Zjednoczone w Pucharze Federacji oraz w Pucharze Wightman. Wygrała jeden turniej singlowy ITF, trzydzieści dwa deblowe WTA oraz pięć wielkoszlemowych w grze mieszanej. W 1990 r. nominowana do nagrody Comeback Player of The Year. W roku 2005 odniosła deblowe zwycięstwo w jednym z turniejów ITF.

## Historia występów wielkoszlemowych
Legenda
     W, wygrany turniej
     F, przegrana w finale
     SF, przegrana w półfinale
     QF, przegrana w ćwierćfinale
     xR, przegrana w x rundzie
     Qx, przegrana w x rundzie kwalifikacji
     A, brak startu
     NH, turniej się nie odbył
Turniej Australian Open odbył się dwukrotnie w 1977 roku w (styczniu i grudniu), za to nie został rozegrany w 1986 roku.

### Występy w grze pojedynczej
| Australian Open        | A | A  | A  | A  | A  | A  | 1R | QF | A  | A | A  | NH | 3R | A  | A  | A  | 2R | A | koniec kariery | A   | A    | 0 / 4  | 6 – 4   |  |  |  |
| French Open            | A | A  | A  | A  | 3R | 3R | 4R | 4R | 1R | A | 1R | 3R | A  | A  | A  | A  | A  | A | koniec kariery | A   | A    | 0 / 7  | 11 – 7  |  |  |  |
| Wimbledon              | A | 2R | 2R | A  | 2R | 2R | 2R | QF | A  | A | 4R | 1R | 2R | A  | A  | 2R | A  | A | koniec kariery | A   | A    | 0 / 9  | 10 – 9  |  |  |  |
| US Open                | A | 2R | 2R | 4R | 4R | 1R | QF | A  | A  | A | A  | 1R | A  | 1R | 2R | A  | 2R | A | koniec kariery | A   | A    | 0 / 9  | 13 – 9  |  |  |  |
|                        |   |    |    |    |    |    |    |    |    |   |    |    |    |    |    |    |    |   |                |     |      |        |         |  |  |  |
| Ranking na koniec roku | – | –  | –  | 20 | 24 | 24 | 16 | 13 | 25 | – | 83 | 78 | 41 | 55 | 42 | 33 | 63 | – | –              | 953 | 1308 | 0 / 29 | 40 – 29 |  |  |  |

### Występy w grze podwójnej
| Australian Open        | A                   | A                   | A                   | A                   | A                   | A  | W  | SF | A | A  | A   | NH | A  | A  | A   | A  | SF | A | koniec kariery | A   | A | 1 / 3  | 12 – 2  |  |  |  |  |
| French Open            | A                   | A                   | A                   | A                   | QF                  | W  | QF | W  | F | QF | 3R  | QF | A  | A  | A   | A  | A  | A | koniec kariery | A   | A | 2 / 8  | 28 – 6  |  |  |  |  |
| Wimbledon              | A                   | 1R                  | 1R                  | A                   | 3R                  | W  | F  | F  | A | F  | 1R  | 3R | QF | A  | A   | 3R | A  | A | koniec kariery | A   | A | 1 / 10 | 26 – 9  |  |  |  |  |
| US Open                | 2R                  | 3R                  | 3R                  | 2R                  | 2R                  | SF | W  | QF | A | A  | 2R  | 3R | A  | 3R | 1R  | A  | 3R | A | koniec kariery | A   | A | 1 / 12 | 25 – 11 |  |  |  |  |
|                        |                     |                     |                     |                     |                     |    |    |    |   |    |     |    |    |    |     |    |    |   |                |     |   |        |         |  |  |  |  |
| Ranking na koniec roku | nie był publikowany | nie był publikowany | nie był publikowany | nie był publikowany | nie był publikowany | 1  | 1  |    |   | 18 | 124 | 21 | 34 | 39 | 168 | 17 | 11 | – | –              | 473 | – | 5 / 33 | 91 – 28 |  |  |  |  |

### Występy w grze mieszanej
| Australian Open | turniej nie był rozgrywany | turniej nie był rozgrywany | turniej nie był rozgrywany | turniej nie był rozgrywany | turniej nie był rozgrywany | turniej nie był rozgrywany | turniej nie był rozgrywany | turniej nie był rozgrywany | turniej nie był rozgrywany | turniej nie był rozgrywany | turniej nie był rozgrywany | A  | A  | A  | A | 1R | A | koniec kariery | A | A | 0 / 1  | 0 – 1   |  |  |  |  |  |
| French Open     | A                          | A                          | A                          | QF                         | W                          | QF                         | A                          | A                          | W                          | 3R                         | A                          | A  | A  | A  | A | A  | A | koniec kariery | A | A | 2 / 5  | 13 – 3  |  |  |  |  |  |
| Wimbledon       | A                          | A                          | A                          | A                          | 2R                         | 1R                         | W                          | A                          | 3R                         | 3R                         | A                          | 1R | A  | A  | A | A  | A | koniec kariery | A | A | 1 / 6  | 8 – 5   |  |  |  |  |  |
| US Open         | A                          | A                          | SF                         | QF                         | SF                         | W                          | W                          | A                          | A                          | A                          | 1R                         | A  | 2R | 2R | A | 1R | A | koniec kariery | A | A | 2 / 9  | 20 – 7  |  |  |  |  |  |
|                 |                            |                            |                            |                            |                            |                            |                            |                            |                            |                            |                            |    |    |    |   |    |   |                |   |   |        |         |  |  |  |  |  |
|                 |                            |                            |                            |                            |                            |                            |                            |                            |                            |                            |                            |    |    |    |   |    |   |                |   |   | 5 / 21 | 41 – 16 |  |  |  |  |  |

## Finały turniejów WTA
| Legenda                   | Legenda |
| ------------------------- | ------- |
| Wielki Szlem              |         |
| Igrzyska olimpijskie      |         |
| WTA Tour Championships    |         |
| WTA Doubles Championships |         |
| 1971 – 1987               |         |
| Virginia Slims Circuit    |         |
| Grand Prix Series         |         |
| Colgate Series            |         |
| 1988 – 2008               |         |
| Kategoria I               |         |
| Kategoria II              |         |
| Kategoria III             |         |
| Kategoria IV              |         |
| Kategoria V               |         |

### Gra pojedyncza 4 (0–4)
| Końcowy wynik | Nr | Data                | Turniej      | Nawierzchnia    | Przeciwniczka       | Wynik finału      |
| ------------- | -- | ------------------- | ------------ | --------------- | ------------------- | ----------------- |
| Finalistka    | 1. | 10 stycznia 1982    | Waszyngton   | Dywanowa (hala) | Martina Navrátilová | 2:6, 3:6          |
| Finalistka    | 2. | 1 listopada 1987    | Indianapolis | Twarda          | Halle Cioffi        | 6:4, 4:6, 6:7(10) |
| Finalistka    | 3. | 9 października 1988 | Nowy Orlean  | Dywanowa (hala) | Chris Evert         | 4:6, 1:6          |
| Finalistka    | 4. | 24 lutego 1991      | Oklahoma     | Twarda (hala)   | Jana Novotná        | 6:3, 3:6, 2:6     |

### Gra podwójna 70 (32-38)
| Końcowy wynik | Nr  | Data                 | Turniej                 | Nawierzchnia    | Partnerka           | Przeciwniczki                            | Wynik finału     |
| ------------- | --- | -------------------- | ----------------------- | --------------- | ------------------- | ---------------------------------------- | ---------------- |
| Zwyciężczyni  | 1.  | 12 marca 1978        | Dallas                  | Dywanowa (hala) | Martina Navrátilová | Evonne Goolagong Cawley Betty Stöve      | 6:3, 7:6(2)      |
| Finalistka    | 1.  | 1 października 1978  | Atlanta                 | Dywanowa (hala) | Martina Navrátilová | Françoise Durr Virginia Wade             | 6:4, 2:6, 4:6    |
| Finalistka    | 2.  | 8 października 1978  | Phoenix                 | Twarda          | Martina Navrátilová | Tracy Austin Betty Stöve                 | 4:6, 7:6, 2:6    |
| Zwyciężczyni  | 2.  | 12 listopada 1978    | Oldsmar                 | Twarda          | Martina Navrátilová | Kerry Reid Wendy Turnbull                | 7:6(4), 6:3      |
| Finalistka    | 3.  | 18 lutego 1979       | Los Angeles             | Twarda          | Martina Navrátilová | Rosie Casals Chris Evert                 | 4:6, 6:1, 3:6    |
| Zwyciężczyni  | 3.  | 4 marca 1979         | Dallas                  | Dywanowa (hala) | Martina Navrátilová | Rosie Casals Chris Evert                 | 7:6, 6:2         |
| Zwyciężczyni  | 4.  | 12 sierpnia 1979     | Indianapolis            | Ceglana         | Kathy Jordan        | Penny Johnson Paula Smith                | 6:1, 6:0         |
| Finalistka    | 4.  | 30 września 1979     | Atlanta                 | Dywanowa (hala) | Ann Kiyomura        | Betty Stöve Wendy Turnbull               | 2:6, 4:6         |
| Zwyciężczyni  | 5.  | 28 października 1979 | Tampa                   | Twarda          | Virginia Ruzici     | Ilana Kloss Betty Ann Stuart             | 7:5, 4:6, 7:5    |
| Zwyciężczyni  | 6.  | 25 listopada 1979    | Brighton                | Dywanowa (hala) | Ann Kiyomura        | Ilana Kloss Laura duPont                 | 6:2, 6:1         |
| Finalistka    | 5.  | 2 grudnia 1979       | Melbourne               | Trawiasta       | Dianne Fromholtz    | Billie Jean King Wendy Turnbull          | 6:3, 6:2         |
| Finalistka    | 6.  | 10 lutego 1980       | Los Angeles             | Twarda          | Kathy Jordan        | Rosie Casals Martina Navrátilová         | 6:7, 2:6         |
| Finalistka    | 7.  | 24 lutego 1980       | Detroit                 | Dywanowa (hala) | Kathy Jordan        | Billie Jean King Ilana Kloss             | 6:3, 3:6, 2:6    |
| Zwyciężczyni  | 7.  | 13 kwietnia 1980     | Hilton Head             | Ceglana         | Kathy Jordan        | Candy Reynolds Paula Smith               | 6:1, 6:1         |
| Zwyciężczyni  | 8.  | 6 czerwca 1980       | French Open             | Ceglana         | Kathy Jordan        | Ivanna Madruga Adriana Villagrán         | 6:1, 6:0         |
| Zwyciężczyni  | 9.  | 22 czerwca 1980      | Eastbourne              | Trawiasta       | Kathy Jordan        | Pam Shriver Betty Stöve                  | 6:4, 6:1         |
| Zwyciężczyni  | 10. | 4 lipca 1980         | Wimbledon               | Trawiasta       | Kathy Jordan        | Rosie Casals Wendy Turnbull              | 4:6, 7:5, 6:1    |
| Zwyciężczyni  | 11. | 20 lipca 1980        | Montreal                | Twarda          | Pam Shriver         | Ann Kiyomura Greer Stevens               | 6:3, 7:6(3)      |
| Finalistka    | 8.  | 27 lipca 1980        | Richmond                | Dywanowa (hala) | Pam Shriver         | Billie Jean King Martina Navrátilová     | 4:6, 6:4, 3:6    |
| Zwyciężczyni  | 12. | 10 sierpnia 1980     | Indianapolis            | Ceglana         | Paula Smith         | Virginia Ruzici Renáta Tomanová          | 4:6, 6:3, 6:4    |
| Zwyciężczyni  | 13. | 20 września 1980     | Las Vegas               | Twarda          | Kathy Jordan        | Martina Navrátilová Betty Stöve          | 2:6, 6:4, 6:3    |
| Finalistka    | 9.  | 28 września 1980     | Atlanta                 | Twarda          | Kathy Jordan        | Barbara Potter Sharon Walsh              | 3:6, 1:6         |
| Finalistka    | 10. | 5 października 1980  | Hartford                | Dywanowa (hala) | Paula Smith         | Ann Kiyomura Candy Reynolds              | 3:6, 6:4, 1:6    |
| Zwyciężczyni  | 14. | 26 października 1980 | Brighton                | Dywanowa (hala) | Kathy Jordan        | Martina Navrátilová Betty Stöve          | 6:3, 7:5         |
| Finalistka    | 11. | 9 listopada 1980     | Filderstadt             | Dywanowa (hala) | Kathy Jordan        | Hana Mandlíková Betty Stöve              | 4:6, 5:7         |
| Finalistka    | 12. | 16 listopada 1980    | Tampa                   | Twarda          | Paula Smith         | Rosie Casals Candy Reynolds              | 6:7, 5:7         |
| Zwyciężczyni  | 15. | 25 stycznia 1981     | Cincinnati              | Dywanowa (hala) | Kathy Jordan        | Martina Navrátilová Pam Shriver          | 1:6, 6:3, 6:3    |
| Finalistka    | 13. | 14 marca 1981        | Dallas                  | Dywanowa (hala) | Kathy Jordan        | Martina Navrátilová Pam Shriver          | 5:7, 4:6         |
| Finalistka    | 14. | 21 czerwca 1981      | Eastbourne              | Trawiasta       | Kathy Jordan        | Martina Navrátilová Pam Shriver          | 7:6(5), 2:6, 1:6 |
| Finalistka    | 15. | 4 lipca 1981         | Wimbledon               | Trawiasta       | Kathy Jordan        | Martina Navrátilová Pam Shriver          | 3:6, 6:7(6)      |
| Finalistka    | 16. | 16 sierpnia 1981     | Richmond                | Dywanowa (hala) | Kathy Jordan        | Sue Barker Ann Kiyomura                  | 6:4, 6:7, 4:6    |
| Finalistka    | 17. | 23 sierpnia 1981     | Toronto                 | Twarda          | Candy Reynolds      | Martina Navrátilová Pam Shriver          | 6:7, 6:7         |
| Zwyciężczyni  | 16. | 12 września 1981     | US Open                 | Twarda          | Kathy Jordan        | Rosie Casals Wendy Turnbull              | 6:3, 6:3         |
| Zwyciężczyni  | 17. | 25 października 1981 | Brighton                | Dywanowa (hala) | Barbara Potter      | Mima Jaušovec Pam Shriver                | 6:7, 6:3, 6:4    |
| Finalistka    | 18. | 1 listopada 1981     | Filderstadt             | Twarda (hala)   | Barbara Potter      | Mima Jaušovec Martina Navrátilová        | 4:6, 1:6         |
| Finalistka    | 19. | 29 listopada 1981    | Sydney                  | Trawiasta       | Kathy Jordan        | Martina Navrátilová Pam Shriver          | 7:6, 2:6, 4:6    |
| Zwyciężczyni  | 18. | 12 grudnia 1981      | Australian Open         | Trawiasta       | Kathy Jordan        | Martina Navrátilová Pam Shriver          | 6:2, 7:5         |
| Zwyciężczyni  | 19. | 10 stycznia 1982     | Waszyngton              | Dywanowa (hala) | Kathy Jordan        | Martina Navrátilová Pam Shriver          | 6:2, 3:6, 6:1    |
| Finalistka    | 20. | 17 stycznia 1982     | Cincinnati              | Dywanowa (hala) | Pam Shriver         | Sue Barker Ann Kiyomura                  | 2:6, 6:7         |
| Finalistka    | 21. | 24 stycznia 1982     | Seattle                 | Dywanowa (hala) | Pam Shriver         | Rosie Casals Wendy Turnbull              | 5:7, 4:6         |
| Finalistka    | 22. | 14 lutego 1982       | Kansas City             | Dywanowa (hala) | Mary-Lou Piatek     | Barbara Potter Sharon Walsh              | 6:4, 2:6, 2:6    |
| Zwyciężczyni  | 20. | 7 marca 1982         | Los Angeles             | Twarda          | Kathy Jordan        | Barbara Potter Sharon Walsh              | 6:3, 7:5         |
| Zwyciężczyni  | 21. | 21 marca 1982        | Boston                  | Dywanowa (hala) | Kathy Jordan        | Rosie Casals Wendy Turnbull              | 7:6(7), 2:6, 6:4 |
| Finalistka    | 23. | 28 marca 1982        | Nowy Jork               | Dywanowa (hala) | Kathy Jordan        | Martina Navrátilová Pam Shriver          | 4:6, 3:6         |
| Finalistka    | 24. | 18 kwietnia 1982     | Fort Worth, WTA Doubles | Dywanowa (hala) | Kathy Jordan        | Martina Navrátilová Pam Shriver          | 5:7, 3:6         |
| Finalistka    | 25. | 2 maja 1982          | Orlando                 | Ceglana         | Kathy Jordan        | Rosie Casals Wendy Turnbull              | 3:6, 3:6         |
| Zwyciężczyni  | 22. | 5 czerwca 1982       | French Open             | Ceglana         | Martina Navrátilová | Rosie Casals Wendy Turnbull              | 6:3, 6:4         |
| Finalistka    | 26. | 20 czerwca 1982      | Eastbourne              | Trawiasta       | Kathy Jordan        | Martina Navrátilová Pam Shriver          | 3:6, 4:6         |
| Finalistka    | 27. | 2 lipca 1982         | Wimbledon               | Trawiasta       | Kathy Jordan        | Martina Navrátilová Pam Shriver          | 4:6, 1:6         |
| Finalistka    | 28. | 24 października 1982 | Stuttgart               | Dywanowa (hala) | Candy Reynolds      | Martina Navrátilová Pam Shriver          | 2:6, 3:6         |
| Zwyciężczyni  | 23. | 21 listopada 1982    | Brisbane                | Trawiasta       | Billie Jean King    | Claudia Kohde-Kilsch Eva Pfaff           | 6:3, 6:4         |
| Finalistka    | 29. | 9 stycznia 1983      | Waszyngton              | Dywanowa (hala) | Kathy Jordan        | Martina Navrátilová Pam Shriver          | 6:4, 5:7, 3:6    |
| Finalistka    | 30. | 20 lutego 1983       | Chicago                 | Dywanowa (hala) | Kathy Jordan        | Martina Navrátilová Pam Shriver          | 1:6, 2:6         |
| Finalistka    | 31. | 20 marca 1983        | Boston                  | Dywanowa (hala) | Kathy Jordan        | Jo Durie Ann Kiyomura                    | 1:6, 2:6         |
| Finalistka    | 32. | 3 kwietnia 1983      | Tokio, WTA Doubles      | Dywanowa (hala) | Kathy Jordan        | Billie Jean King Sharon Walsh            | 1:6, 1:6         |
| Zwyciężczyni  | 24. | 24 kwietnia 1983     | Orlando                 | Ceglana         | Billie Jean King    | Martina Navrátilová Pam Shriver          | 6:3, 1:6, 7:6    |
| Finalistka    | 33. | 4 lipca 1983         | French Open             | Ceglana         | Kathy Jordan        | Rosalyn Fairbank Candy Reynolds          | 7:5, 5:7, 2:6    |
| Zwyciężczyni  | 25. | 22 kwietnia 1984     | Amelia Island           | Ceglana         | Kathy Jordan        | Anne Hobbs Mima Jaušovec                 | 6:3, 6:3         |
| Finalistka    | 34. | 7 lipca 1984         | Wimbledon               | Trawiasta       | Kathy Jordan        | Martina Navrátilová Pam Shriver          | 3:6, 4:6         |
| Zwyciężczyni  | 26. | 31 marca 1985        | Palm Beach Gardens      | Ceglana         | JoAnne Russell      | Laura Gildemeister Gabriela Sabatini     | 1:6, 6:1, 7:6(4) |
| Finalistka    | 35. | 26 stycznia 1986     | Wichita                 | Dywanowa (hala) | JoAnne Russell      | Kathy Jordan Candy Reynolds              | 3:6, 7:6(5), 3:6 |
| Zwyciężczyni  | 27. | 9 marca 1986         | Hershey                 | Twarda (hala)   | Candy Reynolds      | Sandy Collins Kim Sands                  | 7:6(8), 6:1      |
| Zwyciężczyni  | 28. | 5 października 1986  | Nowy Orlean             | Dywanowa (hala) | Candy Reynolds      | Łarysa Sawczenko Swietłana Tchernewa     | 6:3, 3:6, 6:3    |
| Finalistka    | 36. | 2 listopada 1986     | Indianapolis            | Twarda          | Candy Reynolds      | Zina Garrison Lori McNeil                | 4:5 krecz        |
| Zwyciężczyni  | 29. | 18 lutego 1990       | Chicago                 | Dywanowa (hala) | Martina Navrátilová | Arantxa Sánchez Vicario Nathalie Tauziat | 6:7(9), 6:4, 6:3 |
| Finalistka    | 37. | 22 lipca 1990        | Newport                 | Trawiasta       | Patty Fendick       | Lise Gregory Gretchen Magers             | 6:7(7), 1:6      |
| Zwyciężczyni  | 30. | 12 sierpnia 1990     | Albuquerque             | Twarda          | Meredith McGrath    | Mareen Louie-Harper Wendy White          | 7:6(2), 6:4      |
| Zwyciężczyni  | 31. | 4 listopada 1990     | Oakland                 | Dywanowa (hala) | Meredith McGrath    | Rosalyn Fairbank Robin White             | 2:6, 6:0, 6:4    |
| Zwyciężczyni  | 32. | 24 lutego 1991       | Oklahoma City           | Twarda (hala)   | Meredith McGrath    | Katrina Adams Jill Hetherington          | 6:2, 6:4         |
| Finalistka    | 38. | 17 marca 1991        | Boca Raton              | Twarda          | Meredith McGrath    | Łarysa Neiland Natalla Zwierawa          | 4:6, 6:7(3)      |

### Gra mieszana 5 (5–0)
| Końcowy wynik | Nr | Data             | Turniej     | Nawierzchnia | Partner       | Przeciwnicy                      | Wynik finału        |
| ------------- | -- | ---------------- | ----------- | ------------ | ------------- | -------------------------------- | ------------------- |
| Zwyciężczyni  | 1. | 6 czerwca 1980   | French Open | Ceglana      | Billy Martin  | Renáta Tomanová Stanislav Birner | 2:6, 6:4, 8:6       |
| Zwyciężczyni  | 2. | 12 września 1981 | US Open     | Twarda       | Kevin Curren  | JoAnne Russell Steve Denton      | 6:3, 7:6(4)         |
| Zwyciężczyni  | 3. | 2 lipca 1982     | Wimbledon   | Trawiasta    | Kevin Curren  | Wendy Turnbull John Lloyd        | 2:6, 6:3, 7:5       |
| Zwyciężczyni  | 4. | 11 września 1982 | US Open     | Twarda       | Kevin Curren  | Barbara Potter Ferdi Taygan      | 6:7, 7:6(4), 7:6(5) |
| Zwyciężczyni  | 5. | 9 czerwca 1984   | French Open | Ceglana      | Dick Stockton | Anne Minter Laurie Warder        | 6:2, 6:4            |

## Występy w Turnieju Mistrzyń

### W grze pojedynczej
| Rok  | Rezultat | Rywalka             | Wynik    |
| 1982 | Półfinał | Martina Navrátilová | 4:6, 3:6 |

### W grze podwójnej
| Rok           | Rezultat    | Partnerka    | Przeciwniczki                        | Wynik         |
| 1980          | Półfinał    | Kathy Jordan | Billie Jean King Martina Navrátilová | 4:6, 3:6      |
| 1980 (Toyota) | Półfinał    | Kathy Jordan | Paula Smith Candy Reynolds           | 3:6, 6:1, 4:6 |
| 1981 (Toyota) | Półfinał    | Kathy Jordan | Rosie Casals Wendy Turnbull          | 2:6, 3:6      |
| 1982          | Finał       | Kathy Jordan | Martina Navrátilová Pam Shriver      | 4:6, 3:6      |
| 1983          | Półfinał    | Kathy Jordan | Claudia Kohde-Kilsch Eva Pfaff       | 6:4, 3:6, 2:6 |
| 1984          | Ćwierćfinał | Kathy Jordan | Jo Durie Ann Kiyomura                | 5:7, 3:6      |

## Występy w turnieju WTA Doubles Championships
| Rok  | Rezultat    | Partnerka         | Przeciwniczki                    | Wynik         |
| 1979 | Ćwierćfinał | Rosie Casals      | Sharon Walsh Lesley Hunt         | 7:6, 1:6, 5:7 |
| 1981 | Półfinał    | Kathy Jordan      | Sue Barker Ann Kiyomura          | 1:6, 6:7      |
| 1982 | Finał       | Kathy Jordan      | Martina Navrátilová Pam Shriver  | 5:7, 3:6      |
| 1983 | Finał       | Kathy Jordan      | Billie Jean King Sharon Walsh    | 1:6, 1:6      |
| 1987 | Ćwierćfinał | Candy Reynolds    | Elise Burgin Pam Shriver         | 3:6, 5:7      |
| 1988 | Ćwierćfinał | Janine Tremelling | Gigi Fernández Robin White       | 6:7, 4:6      |
| 1990 | I runda     | Andrea Temesvári  | Manon Bollegraf Meredith McGrath | 2:6, 4:6      |
| 1991 | Ćwierćfinał | Meredith McGrath  | Kathy Jordan Elizabeth Smylie    | 3:6, 3:6      |

## Finały turniejów rangi ITF
| turnieje z pulą nagród 100 000 $ |
| turnieje z pulą nagród 75 000 $  |
| turnieje z pulą nagród 50 000 $  |
| turnieje z pulą nagród 25 000 $  |
| turnieje z pulą nagród 15 000 $  |
| turnieje z pulą nagród 10 000 $  |

### Gra pojedyncza 1 (1-0)
| Rezultat     |    | Data       | Turniej   | ($) | Naw.            | Przeciwniczka | Wynik         |
| Zwyciężczyni | 1. | 30/12/1973 | Salisbury |     | Dywanowa (hala) | Pam Shriver   | 4:6, 6:3, 6:4 |

### Gra podwójna 2 (2-0)
| Rezultat     |    | Data       | Turniej   | ($)    | Naw.   | Partnerka        | Przeciwniczki                   | Wynik               |
| Zwyciężczyni | 1. | 03/02/1991 | Midland   | 25 000 | Twarda | Meredith McGrath | Katrina Adams Helen Kelesi      | 7:5, 7:5            |
| Zwyciężczyni | 2. | 03/07/2005 | Southlake | 10 000 | Twarda | Tara Snyder      | Megan Bradley Shadisha Robinson | 3:6, 7:6(4), 7:6(4) |